# Korallsirály

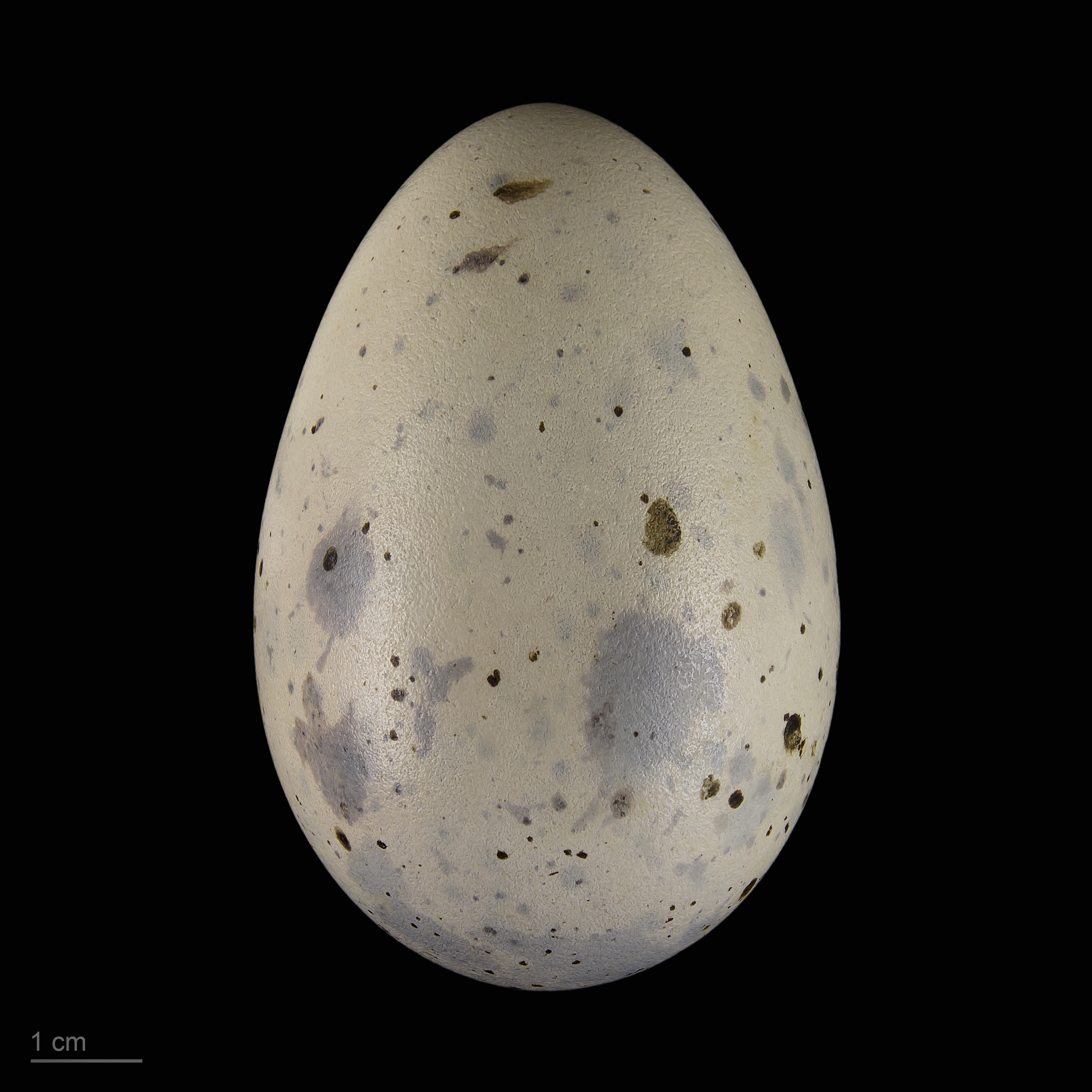
Ichthyaetus audouinii

A korallsirály (Ichthyaetus audouinii) a madarak (Aves) osztályába a lilealakúak rendjébe, ezen belül a sirályfélék (Laridae) családjába tartozó faj.
A régebbi rendszerbesorolások a Larus nembe sorolják Larus audouinii néven.

## Előfordulása
A Földközi-tenger térségében és Afrika keleti tengerparti részein honos.

## Megjelenése
Testhossza 51 centiméter.
|  |